# 拉德努
拉德努（Ladnu），是印度拉贾斯坦邦Nagaur县的一个城镇。总人口57047（2001年）。

## 人口
该地2001年总人口57047人，其中男性29336人，女性27711人；0—6岁人口9922人，其中男5173人，女4749人；识字率59.92%，其中男性为70.51%，女性为48.72%。